# 1975年バレーボール女子北中米選手権
1975年バレーボール女子北中米選手権（1975 Women's NORCECA Volleyball Championship）は、1975年にアメリカ合衆国のロサンゼルスで開催された、北中米バレーボール連盟主催の第4回バレーボール北中米選手権女子大会。
出場国は5カ国。キューバが2大会連続2回目の優勝を飾った。

## 出場国
- カナダ
- キューバ
- ドミニカ共和国
- メキシコ
- アメリカ合衆国

## 最終結果
| 1975年女子北中米選手権優勝国 |
| ---------------------------- |
| · キューバ · 2大会連続2回目  |

| 順位 | 国             |
| ---- | -------------- |
| 1    | キューバ       |
| 2    | アメリカ合衆国 |
| 3    | メキシコ       |
| 4    | カナダ         |
| 5    | ドミニカ共和国 |